# Bosque de Saranda
Bosque de Saranda es un bosque denso en la región montañosa del distrito de Singhbhum occidental en el estado de Jharkhand en el este del país asiático de la India. Esta zona era antiguamente un coto de caza privado de la familia Singh Deo (la antigua familia real de Saraikela). El bosque tiene una superficie de 820 km² Saranda literalmente significa "700 colinas". Thalkobad es un pueblo pintoresco, a una altitud de 550 m (1.800 pies) en el corazón de la selva. Thalkobad esta a aproximadamente 46 km (29 millas) de Manoharpur, y a unos 160 km (99 millas) de Jamshedpur.